# كارل هوفمان (طبيب)
كارل هوفمان (بالألمانية: Karl Hoffmann)‏ (و. 1823 – 1859 م) هو طبيب، وعالم طيور، وعالم طبيعة من مملكة بروسيا، ولد في شتتين، توفي عن عمر يناهز 36 عاماً، بسبب حمى التيفوئيد.